# Streptocarpus kentaniensis
Streptocarpus kentaniensis är en tvåhjärtbladig växtart som beskrevs av James Britten och Story. Streptocarpus kentaniensis ingår i släktet Streptocarpus och familjen Gesneriaceae. Inga underarter finns listade i Catalogue of Life.

## Bildgalleri

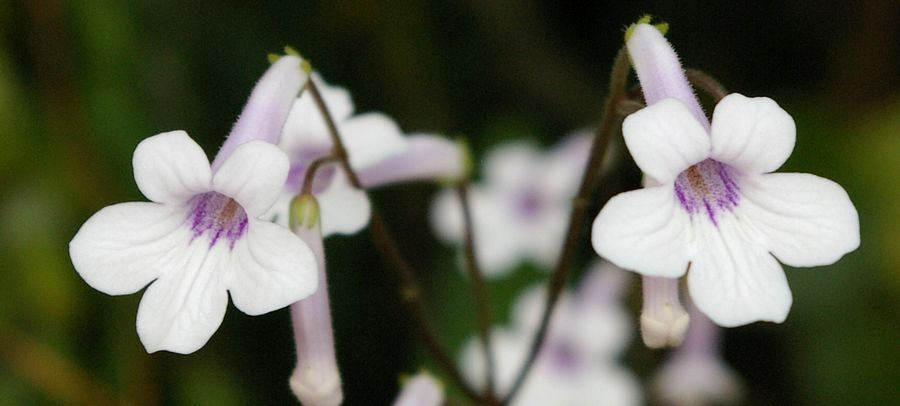